# Юлий Констанций
Флавий Юлий Констанций († септември 337) е син на западноримския император Констанций Хлор и втората му съпруга Флавия Максимиана Теодора. Той е по-млад полубрат на римския император Константин I.

## Биография
Баща му умира на 25 юли 306 г., когато Юлий Констанций е бил или дете, или юноша. Смята се, че той прекарва по-голямата част от времето между 300 и 320 под действителен домашен арест в Толоса, Нарбонска Галия, Галия, Западната Римска империя по заповед на брат си.
Неговият полубрат се отнесъл благосклонно към Юлий Констанций като го нарекъл патриций и го назначава за консул през 335. Когато Константин умира на 22 май 337, Юлий Констанций бил в позиция, от която можел да предяви претенции към трона, но е убит няколко месеца след смъртта на брат си, заедно с повечето мъже от семейството. Само петима мъже оцеляват след поредицата от убийства, неговите племенници и нови римски императори Константин II, Констанций II и Констанс, заедно с двамата му млади синове. Предполага се, че Констанций II е заповядал убийството на своя чичо.

## Фамилия
Първи брак: с Гала, сестра на Вулкаций Руфин и Нераций Цереал. Те имат три деца, за които е известно:
- Констанций Гал (325/326 - 354)
- син, убит през 337
- дъщеря, първа съпруга на неговия племенник Констанций II

Втори брак: с Базилина, дъщеря на Цейоний Юлиан Камений. Те имат само един известен син:
- Флавий Клавдий Юлиан (331/332 - 363).